# Menhir von Glencullen

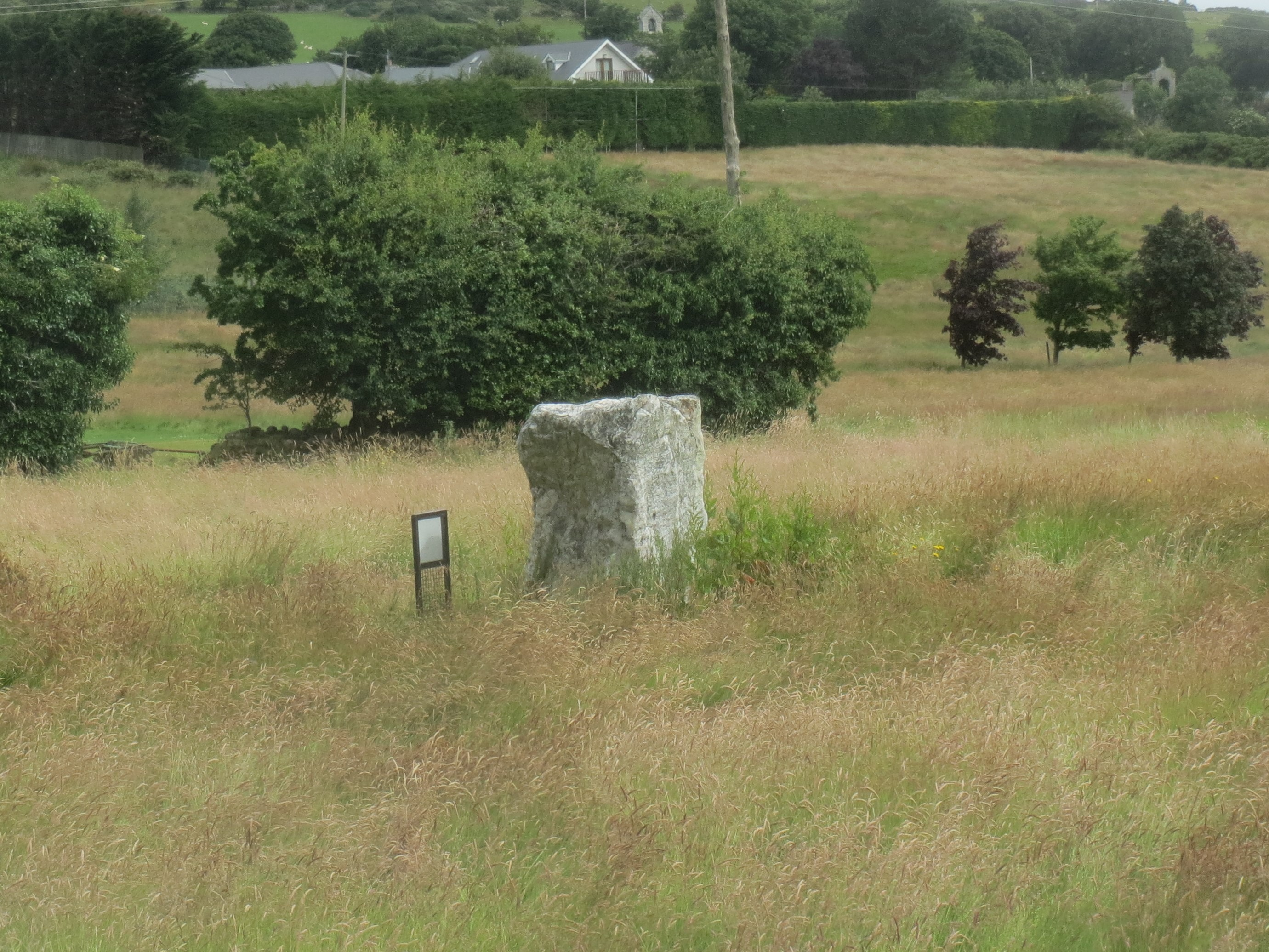
Menhir von Glencullen

Der 1,83 m hohe Menhir von Glencullen steht am Rande des Golfplatzes, in der Nähe der Barrack Road im Dorf Glencullen (irisch Gleann Cuilinn) im Süden des County Dublin in Irland. Der Menhir (englisch Standing Stone) aus Quarz ist lokal als „Queen Mab“ bekannt.
Wahrscheinlich gab es in der Nähe der alten Kirche einen ähnlichen Stein. 1837 erfuhr Eugene O’Curry (1794–1862) von den Einheimischen, dass die beiden Steine von den Wikingern für ein Ringspiel benutzt wurden. Aber an die Spielregeln erinnerten sie sich nicht.